# زعانف

تساعد الزعانف على التجديف والتوازن والدفع. كما تستعمل في دفع الجسم للأعلى،
أو في المحافظة على عمق معين.

الزعانف (بالإنجليزية: Fin) هي مكون رقيق أو ملحق متصل بجسم أو بنية أكبر. تعمل الزعانف عادةً كرقائق تنتج قوة الرفع أو الدفع، أو توفر القدرة على توجيه أو استقرار الحركة أثناء السفر في الماء أو الهواء أو سوائل أخرى. تستخدم الزعانف أيضًا لزيادة المساحات السطحية لأغراض نقل الحرارة، أو لمجرد الزخرفة.
تطورت الزعانف أولاً على الأسماك كوسيلة للتنقل. تُستخدم زعانف السمك لتوليد الدفع والتحكم في الحركة اللاحقة. الأسماك والحيوانات المائية الأخرى مثل الحيتانيات، تدفع وتوجه نفسها بنشاط مع الزعانف الصدرية والذيل. أثناء السباحة، يستخدمون زعانف أخرى، مثل الزعانف الظهرية والشرجية، لتحقيق الاستقرار وصقل مناوراتهم.
زعانف على ذيول الحيتان والاكصور وموزاصوريات والبلصور تسمى الفَلْكَة.
نظراً لأن الزعنفة هي جزء صغير أو ملحق متصل بجسم أو تركيب أكبر. تساعد الزعانف على التجديف والتوازن والدفع والفرملة. تكون وظيفة الزعنفة لتحرَّك نحو الأمام كما يكون لها دور ف عملية التوازن.

## الاستخدامات

### توليد الدفع
تولد الزعانف ذات الشكل الرقيق الدفع عند تحريكها، ورفع الزعنفة يحرك الماء أو الهواء ويدفع الزعنفة في الاتجاه المعاكس. تحصل الحيوانات المائية على قوة دفع كبيرة عن طريق تحريك الزعانف ذهابًا وإيابًا في الماء. غالبًا ما تُستخدَم زعنفة الذيل، ولكن بعض الحيوانات المائية تولد قوة دفع من الزعانف الصدرية. يمكن أن تولد الزعانف أيضًا قوة دفع إذا تم تدويرها في الهواء أو الماء. تستخدم العَنَفَات والمراوح (وأحيانًا المراوح والمضخات) عددًا من الزعانف الدوارة، والتي تسمى أيضًا الرقائق أو الأجنحة أو الأذرُع أو الشفرات. تستخدم المراوح الزعانف لترجمة قوة عزم الدوران إلى قوة دفع جانبية، وبالتالي دفع طائرة أو سفينة. تعمل العَنَفَات في الاتجاه المعاكس، باستخدام رفع الشفرات لتوليد عزم الدوران والطاقة من الغازات المتحركة أو الماء.
يمكن أن يكون التكهف مشكلة في تطبيقات الطاقة العالية، مما يؤدي إلى تلف المراوح أو العنفات، فضلاً عن الضوضاء وفقدان الطاقة. يحدث التكهف عندما يتسبب الضغط السلبي في تشكل فقاعات (تجاويف) في سائل، ثم ينهار بسرعة وبعُنف. يمكن أن يسبب التكهف ضررًا وتآكلًا كبيرًا، يمكن أن يحدث تلف التكهف أيضًا في زعانف الذيل لحيوانات بحرية سبّاحة قوية، مثل الدلافين والتونة. من المرجح أن يحدث التكهف بالقرب من سطح المحيط، حيث يكون ضغط المياه المحيط منخفضًا نسبيًا. حتى لو كانت لديها القدرة على السباحة بشكل أسرع، فقد تضطر الدلافين إلى تقييد سرعتها لأن فقاعات التكهف المنهارة على ذيلها مؤلمة للغاية. يعمل التكهف أيضًا على إبطاء سمك التونة، ولكن لسبب مختلف. على عكس الدلافين، لا تشعر أسماك التونة بالفقاعات، لأنها تمتلك زعانف عظمية بدون نهايات عصبية، ومع ذلك، لا يمكنهم السباحة بشكل أسرع لأن فقاعات التكهف تصنع غشاءً بخاريًا حول زعانفهم مما يحد من سرعتها، أيضًا عُثِر على آفات على التونة تتوافق مع أضرار التكهف.
تعتبر أسماك الإسقمريات (التونة والماكريل والبونيتو) من السباحين ذوي الأداء العالي بشكل خاص، يوجد على طول الهامش الموجود في مؤخرة أجسامهم خط من الزعانف الصغيرة الخالية من الأشعة وغير القابلة للسحب والمعروفة باسم الزعانف. كان هناك الكثير من التخمينات حول وظيفة هذه الزعانف. أشارت الأبحاث التي أجراها كل من نوين (بالإنجليزية: Nauen) ولودر (بالإنجليزية: Lauder) في عامي 2000-2001 إلى أن الزعانف لها تأثير هيدروديناميكي على التدفق المحلي أثناء السباحة الثابتة وأن الزعنفة الأكثر خلفية موجهة لإعادة توجيه التدفق إلى دوامة الذيل النامية، مما قد يزيد الدفع الناتج عن ذيل الماكريل.
تستخدم الأسماك زعانف متعددة؛ لذلك من الممكن أن يكون لزعنفة معينة تفاعل هيدروديناميكي مع زعنفة أخرى. على وجه الخصوص، قد تكون الزعانف مباشرة في اتجاه منبع الزعنفة الذيلية (الذيل) زعانف قريبة يمكن أن تؤثر بشكل مباشر على ديناميكيات التدفق عند الزعنفة الذيلية. في عام 2011، تمكن الباحثون الذين يستخدمون تقنيات التصوير الحجمي من إنشاء أول مناظر فورية ثلاثية الأبعاد لهياكل اليقظة حيث تُنتَج بواسطة أسماك تسبح بحُرية، ووجدوا أن ضربات الذيل المستمرة أدت إلى تكوين سلسلة متصلة من حلقات الدوامة وأن استيقاظ الزعنفة الظهرية والشرجية موصولة بسرعة بواسطة الزعنفة الذيلية، تقريبًا في غضون الإطار الزمني لضرب الذيل التالي.

### التحكم في الحركة
بمجرد إنشاء الحركة، يمكن التحكم في الحركة نفسها باستخدام زعانف أخرى. تتحكم القوارب في الاتجاه باستخدام الدفات التي تشبه الزعانف، وتتدحرج مع زعانف التثبيت وزعانف العارضة. تحقق الطائرات نتائج مماثلة باستخدام زعانف صغيرة متخصصة تغير شكل أجنحتها وزعانف الذيل.
وتستخدم زعانف الاستقرار كما الريش على السهم على السهام وبعض السهام،  وفي الجزء الخلفي من بعض القنابل، الصواريخ، الصواريخ، والقذائف الذاتي طوربيدات. عادة ما تكون مستوية وتشكل مثل الأجنحة الصغيرة، على الرغم من استخدام الزعانف الشبكية في بعض الأحيان. كما تم استخدام الزعانف الثابتة لقمر صناعي واحد، مستكشف الحالة المستقرة لدورة المحيطات والجاذبية الأرضية(GOCE).

## تنظيم درجة الحرارة
تستخدم الزعانف الهندسية أيضًا كزعانف لنقل الحرارة لتنظيم درجة الحرارة في المشتتات الحرارية أو مشعات الزعانف.

## الزخرفة والاستخدامات الأخرى
في علم الأحياء، يمكن أن يكون للزعانف أهمية تكيفية كزخارف جنسية. أثناء المغازلة، تُظهِر أنثى البلطية زعنفة حوضية أرجوانية كبيرة وصغيرة بصريًا. وجد الباحثون أن الذكور يفضلون بشكل واضح الإناث ذات الزعنفة الحوضية الأكبر وأن زعانف الحوض نمت بطريقة غير متكافئة أكثر من الزعانف الأخرى على إناث الأسماك.
إعادة تشكيل أقدام الإنسان بزعانف السباحة، مثل زعنفة ذيل السمكة، تضيف قوة دفع وكفاءة لركلات السباح أو الغواص تحت الماء  توفر زعانف لوح التزلج للمتصفحين وسائل للمناورة والتحكم في ألواحهم. غالبًا ما تحتوي ألواح التزلج على الماء المعاصرة على زعنفة مركزية وزعنفتين جانبيتين محدبتين.
غالبًا ما تتشكل أجسام أسماك الشعاب المرجانية بشكل مختلف عن أسماك المياه المفتوحة. عادة ما تُبنى أسماك المياه المفتوحة من أجل السرعة، وتكون مبسطة مثل الطوربيدات لتقليل الاحتكاك أثناء تحركها عبر الماء. تعمل أسماك الشعاب المرجانية في المساحات الضيقة نسبيًا والمناظر الطبيعية المعقدة تحت الماء للشعاب المرجانية. تعتبر القدرة على المناورة أكثر أهمية من سرعة الخط المستقيم، لذلك طورت أسماك الشعاب المرجانية أجسامًا تعمل على تحسين قدرتها على الانطلاق وتغيير الاتجاه. إنهم يتفوقون على الحيوانات المفترسة عن طريق التهرب من الشقوق في الشعاب المرجانية أو لعب الغميضة والبحث حول رؤوس المرجان. لقد تطورت الزعانف الصدرية والحوضية للعديد من أسماك الشعاب المرجانية، مثل سمكة الفراشة، وسمكة الدامسيل، والسمكة الملائكية، بحيث يمكنها أن تعمل كمكابح وتسمح بمناورات معقدة. العديد من أسماك الشعاب المرجانية، مثل سمكة الفراشة وسمكة الدامسيلم والسمكة الملائكية، قد طورت أجسامًا عميقة ومضغوطة جانبياً مثل الفطيرة، وسوف تتناسب مع الشقوق في الصخور. تم تصميم زعانف الحوض والزعانف الصدرية بشكل مختلف، لذا فهي تعمل جنبًا إلى جنب مع الجسم المسطح لتحسين القدرة على المناورة. بعض الأسماك مثل أسماك البخاخ، سمكة المبرد وسمكة الصندوق، والاعتماد على الزعانف الصدرية للسباحة ونادرا ما تستخدم زعانف الذيل على الإطلاق.

## تطور الزعانف
هناك نظرية قديمة، اقترحها عالم التشريح كارل جيجينبور، والتي غالبًا ما تم تجاهلها في كتب العلوم، «أن الزعانف والأطراف (لاحقًا) تطورت من خياشيم الفقاريات المنقرضة». لم تسمح الثغرات الموجودة في سجل الحفريات باستنتاج نهائي. في عام 2009، وجد باحثون من جامعة شيكاغو دليلاً على أن «البنية الجينية للخياشيم والزعانف والأطراف هي نفسها»، وأن «الهيكل العظمي لأي ملحق من جسم الحيوان ربما يكون منقوشًا بواسطة البرنامج الجيني التطوري الذي لقد عدنا إلى تكوين الخياشيم في أسماك القرش». تدعم الدراسات الحديثة فكرة أن الأقواس الخيشومية والزعانف المزدوجة متجانسة بشكل متسلسل، وبالتالي قد تكون الزعانف قد تطورت من أنسجة الخياشيم.
الأسماك هي أسلاف جميع الثدييات والزواحف والطيور والبرمائيات. على وجه الخصوص، تطورت رباعيات الأرجل الأرضية (الحيوانات ذات الأرجل الأربعة) من الأسماك وقامت بأول غزواتها على الأرض منذ 400 مليون سنة. استخدموا زعانف صدرية وحوضية مزدوجة للتنقل. تطورت الزعانف الصدرية إلى قوائم أمامية (أذرع في حالة الإنسان) وتطورت زعانف الحوض إلى أرجل خلفية. الكثير من الآلات الوراثية التي تبني طرفًا يمشي في رباعي الأرجل موجودة بالفعل في زعنفة السباحة للأسماك.

مقارنة بين أ) زعنفة السباحة لسمكة ذات زعانف شحمة الزعانف وب) الساق المشي لرباعي الأرجل. العظام التي تعتبر متوافقة مع بعضها لها نفس اللون.

في عام 2011، استخدم باحثون في جامعة موناش في أستراليا سمكة الرئة البدائية التي لا تزال حية «لتتبع تطور عضلات زعنفة الحوض لمعرفة كيفية تطور الأطراف الخلفية الحاملة لرباعي الأطراف.»  وجدت أبحاث أخرى في جامعة شيكاغو أن أسماك الرئة التي تمشي على القاع قد طورت بالفعل خصائص مشية المشي لرباعي الأرجل الأرضية.
في مثال كلاسيكي للتطور المتقارب، تطورت الأطراف الصدرية للبيروصورات والطيور والخفافيش على طول مسارات مستقلة إلى أجنحة طائرة. حتى مع الأجنحة الطائرة، هناك العديد من أوجه التشابه مع أرجل المشي، وقد تم الاحتفاظ بالجوانب الأساسية للمخطط الجيني للزعنفة الصدرية.
منذ حوالي 200 مليون سنة ظهرت الثدييات الأولى. بدأت مجموعة من هذه الثدييات بالعودة إلى البحر منذ حوالي 52 مليون سنة، وبذلك أكملت الدائرة. هذه هي الحيتانيات (الحيتان والدلافين وخنازير البحر). يشير تحليل الحمض النووي الحديث إلى أن الحيتانيات تطورت من داخل ذوات الحوافر الزوجية الأصابع، وأنها تشترك في سلف مشترك مع فرس النهر. منذ حوالي 23 مليون سنة، بدأت مجموعة أخرى من الثدييات البرية الشبيهة بالدب بالعودة إلى البحر. كانت هذه الأختام. ما أصبح أطرافًا مشيًا في الحيتانيات والفقمة تطور بشكل أكبر، بشكل مستقل في شكل عكسي من التطور المتقارب، إلى أشكال جديدة من زعانف السباحة. أصبحت الأطراف الأمامية عبارة عن زعانف وأصبحت الأطراف الخلفية ذيلًا ينتهي بزعنفتين، تسمى حظ في حالة الحوتيات. عادة ما تكون ذيول الأسماك عمودية وتتحرك من جانب إلى آخر. تكون مثقوبة الحيتانيات أفقية وتتحرك لأعلى ولأسفل، لأن أشواك الحيتانيات تنحني بنفس الطريقة كما في الثدييات الأخرى.
الإكثيوصورات هي زواحف قديمة تشبه الدلافين. ظهرت لأول مرة منذ حوالي 245 مليون سنة واختفت منذ حوالي 90 مليون سنة.
«هذا الزواحف البحرية مع أسلاف برية تقاربت بشدة على الأسماك لدرجة أنها طورت بالفعل زعنفة ظهرية وذيلًا في المكان المناسب تمامًا وبتصميم هيدرولوجي مناسب تمامًا. هذه الهياكل هي أكثر من رائعة لأنها تطورت من لا شيء - الزواحف الأرضية الأسلاف لم يكن لديها سنام على ظهرها أو شفرة على ذيلها لتكون بمثابة مقدمة.» 
قال عالم الأحياء ستيفن جاي جولد إن الإكثيوصور هو مثاله المفضل للتطور المتقارب.

## زعانف آلية

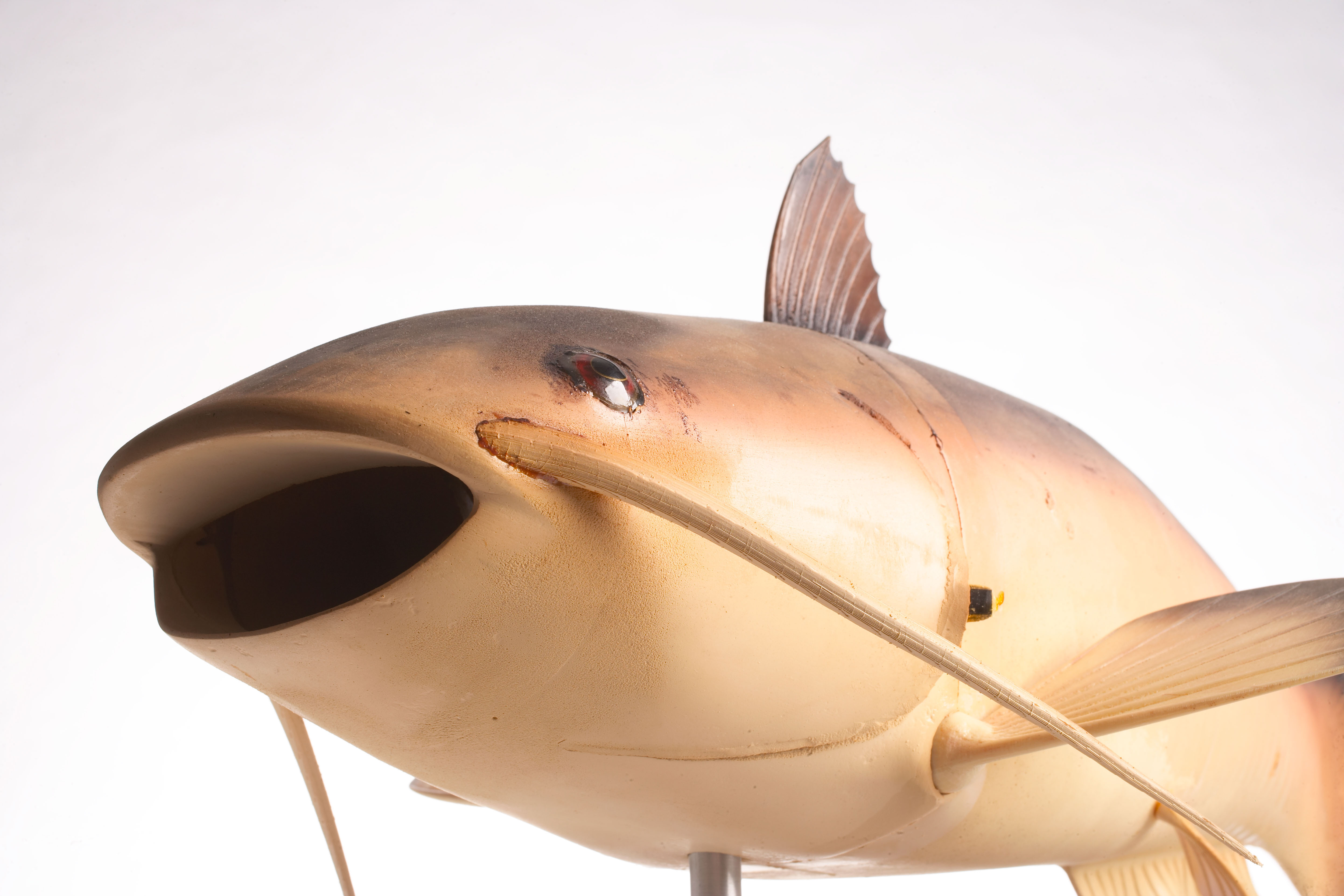
في التسعينيات، قامت وكالة المخابرات المركزية ببناء سمكة قرموط آلية تسمى تشارلي لاختبار جدوى المركبات غير المأهولة تحت الماء

يمكن أن يكون استخدام الزعانف لدفع الحيوانات المائية فعالاً بشكل ملحوظ. لقد تم حساب أن بعض الأسماك يمكن أن تحقق كفاءة دفع أكبر من 90٪. يمكن للأسماك أن تتسارع وتناور بشكل أكثر فاعلية من القوارب أو الغواصات، وتنتج قدرًا أقل من اضطراب المياه والضوضاء. وقد أدى ذلك إلى دراسات المحاكاة الحيوية للروبوتات تحت الماء والتي تحاول محاكاة حركة الحيوانات المائية. مثال على ذلك هو روبوت تونا الذي بناه معهد الروبوتات الميدانية، لتحليل ونمذجة الحركة الرونية الشكل رياضياً. في عام 2005، عرض أكواريوم سي لايف لندن ثلاث أسماك آلية تم إنشاؤها بواسطة قسم علوم الكمبيوتر في جامعة إسيكس. تم تصميم الأسماك لتكون مستقلة، تسبح وتتجنب العقبات مثل الأسماك الحقيقية. ادعى منشئهم أنه كان يحاول الجمع بين «سرعة سمك التونة، وتسارع رمح، ومهارات الملاحة في ثعبان البحر.» 
يقوم أكوابينجوين، الذي طورته شركة فيستو الألمانية، بنسخ الشكل الانسيابي والدفع بواسطة الزعانف الأمامية لطيور البطريق. طورت فيستو أيضًا أكواراي،  أكواجيلي و آيراكودا،  على التوالي لمحاكاة حركة أسماك شيطان البحر وقنديل البحر والباراكودا.
في عام 2004، هيو هير في معهد ماساتشوستس للتكنولوجيا نموذج أولي للميكانيكا الإلكترونية الحيوية الأسماك الروبوتية مع لقمة العيش المحرك عن طريق زرع جراحيا العضلات من أرجل الضفادع للروبوت ثم جعل السباحة الروبوت من قبل يتقطع ألياف العضلات مع الكهرباء.
تقدم الأسماك الروبوتية بعض المزايا البحثية، مثل القدرة على فحص جزء فردي من تصميم سمكة بمعزل عن بقية الأسماك. ومع ذلك، فإن هذا يخاطر بإفراط في تبسيط علم الأحياء لذلك يتم التغاضي عن الجوانب الرئيسية لتصميم الحيوان. تسمح الأسماك الروبوتية أيضًا للباحثين بتغيير معلمة واحدة، مثل المرونة أو التحكم في الحركة المحدد. يمكن للباحثين قياس القوى مباشرة، وهو أمر ليس من السهل القيام به في الأسماك الحية. «تسهل الأجهزة الروبوتية أيضًا الدراسات الحركية ثلاثية الأبعاد والتحليلات الهيدروديناميكية المرتبطة، حيث يمكن معرفة موقع السطح الحركي بدقة. والمكونات الفردية للحركة الطبيعية (من خلال الخفقان المتولد من الضربة المفصلية مقابل الضربة الطرفية) والتي يمكن برمجتها على حدة، وهو أمر صعب بالتأكيد لتحقيق عند التعامل مع الحيوانات الحية».

## معرض الصور
|  |  |  |
|  |  |  |
|  |  |  |

## قراءات متعمقة
- Blake، Robert William (2004). "Fish functional design and swimming performance". Journal of Fish Biology. ج. 65 ع. 5: 1193–1222. DOI:10.1111/j.0022-1112.2004.00568.x.
- Blake, Robert William (1983) Fish Locomotion CUP Archive. (ردمك 9780521243032).
- Breder، CM (1926). "The locomotion of fishes". Zoologica. ج. 4: 159–297.
- Fish، FE؛ Peacock، JE؛ Rohr، JJ (2002). "Stabilization Mechanism in Swimming Odontocete Cetaceans by Phased Movements" (PDF). Marine Mammal Science. ج. 19 ع. 3: 515–528. DOI:10.1111/j.1748-7692.2003.tb01318.x. مؤرشف من الأصل (PDF) في 2017-02-28.
- Hawkins، JD؛ Sepulveda، CA؛ Graham، JB؛ Dickson، KA (2003). "Swimming performance studies on the eastern Pacific bonito Sarda chiliensis, a close relative of the tunas (family Scombridae) II. Kinematics". The Journal of Experimental Biology. ج. 206 ع. 16: 2749–2758. DOI:10.1242/jeb.00496. PMID:12847120.
- Lauder، GV؛ Drucker، EG (2004). "Morphology and experimental hydrodynamics of fish fin control surfaces" (PDF). Journal of Oceanic Engineering. ج. 29 ع. 3: 556–571. Bibcode:2004IJOE...29..556L. DOI:10.1109/joe.2004.833219. S2CID:36207755. مؤرشف من الأصل (PDF) في 2020-10-03.
- Lauder، GV؛ Madden، PGA (2007). "Fish locomotion: kinematics and hydrodynamics of flexible foil-like fins" (PDF). Experiments in Fluids. ج. 43 ع. 5: 641–653. DOI:10.1007/s00348-007-0357-4. S2CID:4998727. مؤرشف من الأصل (PDF) في 2012-12-24.
- Standen، EM (2009). "Muscle activity and hydrodynamic function of pelvic fins in trout (Oncorhynchus mykiss)". The Journal of Experimental Biology. ج. 213 ع. 5: 831–841. DOI:10.1242/jeb.033084. PMID:20154199.
- Tangorra JL, CEsposito CJ and Lauder GV (2009) "Biorobotic fins for investigations of fish locomotion" In: Intelligent Robots and Systems, pages: 2120–2125. E-(ردمك 978-1-4244-3804-4).
- Tu X and Terzopoulos D (1994) "Artificial fishes: Physics, locomotion, perception, behavior"[وصلة مكسورة] In: Proceedings of the 21st annual conference on Computer graphics and interactive techniques, pages 43–50. (ردمك 0-89791-667-0). دُوِي:10.1145/192161.192170
- Weihs، Daniel (2002). "Stability versus maneuverability in aquatic locomotion". Integrated and Computational Biology. ج. 42 ع. 1: 127–134. DOI:10.1093/icb/42.1.127. PMID:21708701. مؤرشف من الأصل في 2021-04-13.

## روابط خارجية
- زعانف على موقع EncyclopediaOfSurfing.com (الإنجليزية)